# Selección de hockey sobre hielo de Serbia y Montenegro
La selección de hockey sobre hielo de Serbia y Montenegro fue el equipo nacional de hockey sobre hielo de Serbia y Montenegro. Originalmente creado como la selección de hockey sobre hielo de la República Federal de Yugoslavia (RFY), después de la disolución de la República Federal Socialista de Yugoslavia (Yugoslavia) en abril de 1992, asumió la posición de selección de hockey sobre hielo de Yugoslavia en los Campeonatos Mundiales, cuando regresaron a la competición mundial en 1995. El equipo pasó a llamarse selección nacional de Serbia y Montenegro en 2003, cuando la RFY se rebautizó a sí misma. Cuando Serbia y Montenegro se separaron en 2006, el legado y la posición en los Campeonatos Mundiales fueron asumidos por la Selección de hockey sobre hielo de Serbia.

## Participaciones
- 1993 – 1994 No participó
- 1995 - Finalización: 8 ° en el Grupo C (28° en la general)
- 1996 - Finalización: 2.º en el Grupo D (30° en general)
- 1997 - Finalización: 4 ° en el Grupo D (32° en la general)
- 1998 - Final: 6º en el Grupo C (30.º en la general)
- 1999 - El gobierno neerlandés había suspendido las relaciones diplomáticas con Yugoslavia, debido a la Guerra de Kosovo, y no permitió que el equipo asistiera al torneo[1]
- 2000 - Finalización: 8 ° en el Grupo C (32° en general)
- 2001 - Finalización: 3º en el Grupo B de la División II (34º en la general)
- 2002 - Finalización: 2.º en la División II Grupo B (32° en la general)
- 2003 - Final: 2.º en la División II Grupo A (31° en general)
- 2004 - Final: 2.º en la División II Grupo B (32° en general)
- 2005 - Finalización: 2.º en la División II Grupo B (32° en la general)
- 2006 - Final: 4 ° en la División II Grupo A (35° en la general)